# Cyclodecan
Cyclodecan ist eine chemische Verbindung aus der Gruppe der Cycloalkane.

## Gewinnung und Darstellung
Eine Herstellung des Cyclodecans ist ausgehend von 1,2,3,4,5,6,7,8-Octahydronaphthalin möglich. Dieses wird einer Ozonolyse unterworfen, um Cyclodecan-1,6-dion zu erhalten, welches dann mit Hydroxylaminhydrochlorid zum  Cyclodecan-1,6-diondioxim umgesetzt und dann mit Natrium in Ethanol zum Cyclodecan-1,6-diamin reduziert. Durch vollständige Methylierung mit Methyliodid und anschließende Eliminierung mit Kaliumhydroxid wird 1,6-Cyclodecadien erhalten, dass zum Cyclodecan hydriert werden kann.

## Eigenschaften
Cyclodecan ist eine farblose Flüssigkeit. Für das Molekül nahm man zunächst eine Kronenform an, die sich jedoch durch eine relativ große Torsions- und Transannularspannung auszeichnet. In der Realität tritt deshalb eine Moleküldeformation auf, die durch die Streckung der Ringbindungswinkel mit einer Herabsetzung der beiden Arten von Pitzer-Spannungen verbunden ist. Das Molekül weist zusätzlich zu den Wechselwirkungen einiger Wasserstoff-Atome innerhalb des Ringes auch etwas verdrehte Bindungswinkel auf. Bei tiefen Temperaturen liegt die Verbindung (abhängig von der Temperatur) in einer twist-boat-chair-chair (TBCC) oder boat-chair-boat (BCB) Konformation vor. Das Molekül ist polar.